# Théorie des plaques
Pour les articles homonymes, voir Plaque.
Ne doit pas être confondu avec Tectonique des plaques.
La théorie des plaques est une théorie permettant de calculer les déformations et les contraintes dans une plaque soumise à des charges. Elle s'inspire de la théorie des poutres.

## Historique
Vers 1750, Leonhard Euler a énoncé une première théorie des poutres en définissant l'elastica, fibre moyenne ou neutre qui se déforme en flexion sans se contracter ni se comprimer. Il a alors essayé de généraliser cette théorie aux plaques de très faible épaisseur. En 1764, il avait donné une équation différentielle du second ordre pour définir la vibration des tambours assimilés à une membrane élastique formée par des fils élastiques croisés orthogonalement.
L'étude de la flexion des plaques revient au début du XIXe siècle avec les études de Thomas Young, Pierre-Simon de Laplace et les polytechniciens en France.
L'acousticien allemand Ernst Chladni présente en 1808 à l'académie des sciences des expériences sur la résonance des plaques, montrant qu'elles donnent des formes régulières, les figures de Chladni. À l'incitation de Laplace, Napoléon Ier décide de créer un prix récompensant la personne donnant la première une équation générale des plaques vibrantes. Siméon Denis Poisson, Henri Navier, Augustin Louis Cauchy, Joseph Fourier se lancent dans la résolution de ce problème. C'est Sophie Germain qui va donner une équation de la déformée en ajoutant un terme à l'équation d'Euler tenant compte des rayons de courbure dans les deux directions perpendiculaires. Les résultats des calculs sont semblables à ceux des expériences. Laplace puis Poisson ont confirmé la méthode de Germain. En 1812, Sophie Germain reprend sa méthode de calcul pour obtenir la déformation d'une plaque en tenant compte des hypothèses de Laplace. Fourier reprend en 1818 les travaux de Germain en utilisant les séries de Fourier pour trouver une solution particulière de l'équation des plaques.
Navier présente le 1819 un mémoire sur le moment élastique à l'académie des sciences. Le 14 mai 1821, il présente le Mémoire sur les lois de l'équilibre et du mouvement des corps solides élastiques, fondement de la théorie de l'élasticité qui a été développée par Cauchy, Poisson en 1828, Gabriel Lamé et Émile Clapeyron.
En 1888, Love utilise les hypothèses de Gustav Kirchhoff, elles-mêmes inspirées des hypothèses d'Euler-Bernoulli pour les poutres, pour fonder une théorie des plaques minces.
La théorie des plaques épaisses a été consolidée par Raymond Mindlin à partir des travaux de Rayleigh (1877), Timoshenko (1921), Reissner (1945) et Uflyand (1948).

## Démarche

Démarche pour l'étude des plaques

Comme pour l'étude des poutres, on met en relation
- la forme finale de la plaque, c'est-à-dire le champ des déplacements, avec le champ de tenseur des déformations ;
- les efforts de cohésion avec les efforts extérieurs ;
- les efforts de cohésion avec le tenseur des contraintes, grâce au principe d'équivalence ;
- et le tenseur des contraintes avec le tenseur des déformations, grâce à la loi de Hooke généralisée.

Le modèle de poutre permet de passer des efforts de cohésion au tenseur des contraintes ; il permet d'appliquer le principe d'équivalence.

## Définitions et hypothèses
Une plaque est un solide délimité par deux plans parallèles, les faces, et un cylindre au sens large (de section quelconque et pas nécessairement circulaire) dont l'axe est perpendiculaire aux faces. On définit :
- le plan moyen, ou plan médian : plan situé à équidistance entre les faces (c'est l'équivalent de la courbe moyenne des poutres) ;
- le feuillet neutre : élément de matière d'épaisseur infinitésimale situé autour du plan moyen (c'est l'équivalent de la fibre neutre des poutres) ; c'est le plan (O, x, y), d'équation z = 0 ;
- une fibre normale : ensemble des points situés sur une normale au plan médian, à un endroit (x, y) donné ; elle a pour direction z.

On appelle h l'épaisseur de la plaque ; le plan inférieur est donc le plan z = -h/2 et le plan supérieur est le plan z = h/2.
On se place dans le cas d'un matériau continu, élastique, homogène et isotrope.
Si, au repos, les faces ne sont pas planes, on parle de coque plutôt que de plaque.
On sépare l'étude en deux parties : pour l'étude de la flexion, on considère que les charges sont perpendiculaires aux faces, donc que les forces sont de la forme
{\displaystyle {\vec {\mathrm {F} }}={\begin{pmatrix}0\\0\\\mathrm {F} \end{pmatrix}}}
et que les couples sont de la forme
{\displaystyle {\vec {\mathrm {M} }}={\begin{pmatrix}\mathrm {M} _{x}\\\mathrm {M} _{y}\\0\end{pmatrix}}}.
Pour les charges situées dans le plan des faces, on parle de voile ou de membrane.

## Théorie des plaques minces

Déformation d'une plaque mince (contour gris) avec mise en évidence du déplacement d'un élément de matière (contour noir), de son feuillet moyen (rouge) et de sa fibre normale (bleue)

La théorie des plaques minces, ou théorie de Love-Kirchhoff, suppose que
- le plan moyen (équivalent de la courbe moyenne des poutres) est initialement plan ;
- le feuillet moyen (équivalent de la fibre neutre des poutres) ne subit pas de déformation dans son plan ; on ne considère que le déplacement transversal w des points du feuillet moyen ;
- modèle de Kirchhoff : les sections normales au feuillet moyen restent normales lors de la déformation ; en conséquence, on peut négliger le cisaillement ;
- l'épaisseur est faible ; en conséquence, les contraintes dans le sens de l'épaisseur sont supposées nulles ;
- on reste en petites déformations.

### Déplacement

Déplacement du feuillet moyen (gauche) et d'une fibre normale (droite)

Soit un point M(x, y, z) de la plaque au repos. À l'instant t, sa position est M’, et l'on définit le vecteur déplacement
{\displaystyle {\overrightarrow {\mathrm {MM} '}}={\begin{pmatrix}u\\v\\w\\\end{pmatrix}}}
Pour une plaque à un instant donné, les déplacements sur les axes u, v et w sont fonction du point M, donc de ses coordonnées (x, y, z), et de l'instant t.
Par hypothèse, les déplacements verticaux sont les mêmes pour tous les points d'une même fibre normale, on a donc :
{\displaystyle w(x,y,{\bcancel {z}},t)=w(x,y,t)}
La fibre normale en (x, y) tourne d'un angle θx autour de l'axe x et d'un angle θy autour de l'axe y. Comme on est en petite déformation, l'arc de cercle décrit par un point lors de la rotation de la fibre normale est assimilable à un segment de droite, et l'on a :
{\displaystyle u(x,y,z,t)\approx z\cdot \theta _{y}(x,y,t)}
{\displaystyle v(x,y,z,t)\approx -z\cdot \theta _{x}(x,y,t)}
ou encore
{\displaystyle {\begin{matrix}{\frac {\partial u}{\partial z}}=\theta _{y}\\[1ex]{\frac {\partial v}{\partial z}}=-\theta _{x}\\\end{matrix}}}
Les angles θx et θy représentant aussi la pente que prend le feuillet moyen, on a donc également :
{\displaystyle {\begin{matrix}\theta _{x}={\frac {\partial w}{\partial y}}\\[1ex]\theta _{y}=-{\frac {\partial w}{\partial x}}\\\end{matrix}}}

### Déformation
D'après la définition du tenseur des déformations, on a :
{\displaystyle \left\{{\begin{array}{l}\varepsilon _{11}={\frac {\partial u}{\partial x}}=z\cdot {\frac {\partial \theta _{y}}{\partial x}}=-z\cdot {\frac {\partial ^{2}w}{\partial x^{2}}}\\[1ex]\varepsilon _{22}={\frac {\partial v}{\partial y}}=-z\cdot {\frac {\partial \theta _{x}}{\partial y}}=-z\cdot {\frac {\partial ^{2}w}{\partial y^{2}}}\\[1ex]\varepsilon _{33}={\frac {\partial w}{\partial z}}=0\\[1ex]\varepsilon _{12}={\frac {1}{2}}\left({\frac {\partial u}{\partial y}}+{\frac {\partial v}{\partial x}}\right)={\frac {z}{2}}\left({\frac {\partial \theta _{y}}{\partial y}}-{\frac {\partial \theta _{x}}{\partial x}}\right)=-z{\frac {\partial ^{2}w}{\partial x\partial y}}\\[1ex]\varepsilon _{13}={\frac {1}{2}}\left({\frac {\partial u}{\partial z}}+{\frac {\partial w}{\partial x}}\right)={\frac {1}{2}}(\theta _{y}-\theta _{y})=0\\[1ex]\varepsilon _{23}={\frac {1}{2}}\left({\frac {\partial v}{\partial z}}+{\frac {\partial w}{\partial y}}\right)={\frac {1}{2}}(-\theta _{x}+\theta _{x})=0\\\end{array}}\right.}
soit le tenseur
{\displaystyle [\varepsilon ]={\begin{pmatrix}-z\cdot {\frac {\partial ^{2}w}{\partial x^{2}}}&-z{\frac {\partial ^{2}w}{\partial x\partial y}}&0\\-z{\frac {\partial ^{2}w}{\partial x\partial y}}&-z\cdot {\frac {\partial ^{2}w}{\partial y^{2}}}&0\\0&0&0\\\end{pmatrix}}}
Les coefficients ε13 et ε23 (demi-variations des angles droits d'un petit volume élémentaire) sont nuls du fait de l'hypothèse qui lie les rotations de la fibre normale θx, θy aux dérivées spatiales du déplacement transversal w. C'est l'équivalent de l'hypothèse d'Euler-Bernoulli pour les poutres.
Comme pour les poutres, la déformation varie de manière linéaire avec z : de part et d'autre du feuillet moyen, une face est en traction et l'autre est en compression.
On remarque qu'ici le feuillet moyen ne se déforme pas dans son plan : on ne prend pas en compte les déformations dites de membrane.
Si l'on définit le vecteur des courbures 
{\displaystyle {\vec {\chi }}={\begin{pmatrix}{\frac {\partial \theta _{y}}{\partial x}}\\[1ex]-{\frac {\partial \theta _{x}}{\partial y}}\\[1ex]{\frac {1}{2}}\left({\frac {\partial \theta _{y}}{\partial y}}-{\frac {\partial \theta _{x}}{\partial x}}\right)\end{pmatrix}}={\begin{pmatrix}-{\frac {\partial ^{2}w}{\partial x^{2}}}\\[1ex]-{\frac {\partial ^{2}w}{\partial y^{2}}}\\[1ex]-{\frac {\partial ^{2}w}{\partial x\partial y}}\end{pmatrix}}={\begin{pmatrix}-\gamma _{x}\\[1ex]-\gamma _{y}\\[1ex]-\gamma _{xy}\end{pmatrix}}}
on a alors
{\displaystyle {\begin{pmatrix}\varepsilon _{11}\\\varepsilon _{22}\\\varepsilon _{12}\end{pmatrix}}=z\cdot {\vec {\chi }}}.
On peut définir de manière plus générale le tenseur de courbure
{\displaystyle \mathrm {K} ={\begin{pmatrix}{\frac {\partial \theta _{y}}{\partial x}}&{\frac {1}{2}}\left({\frac {\partial \theta _{y}}{\partial y}}-{\frac {\partial \theta _{x}}{\partial x}}\right)\\[1ex]{\frac {1}{2}}\left({\frac {\partial \theta _{y}}{\partial y}}-{\frac {\partial \theta _{x}}{\partial x}}\right)&-{\frac {\partial \theta _{x}}{\partial y}}\end{pmatrix}}={\begin{pmatrix}-{\frac {\partial ^{2}w}{\partial x^{2}}}&-{\frac {\partial ^{2}w}{\partial x\partial y}}\\[1ex]-{\frac {\partial ^{2}w}{\partial y\partial x}}&-{\frac {\partial ^{2}w}{\partial y^{2}}}\end{pmatrix}}={\begin{pmatrix}-\gamma _{x}&-\gamma _{xy}\\[1ex]-\gamma _{yx}&-\gamma _{y}\end{pmatrix}}}.
Le tenseur des déformations sans les termes en z s'écrit donc :
{\displaystyle {\begin{pmatrix}\varepsilon _{11}&\varepsilon _{12}\\\varepsilon _{21}&\varepsilon _{22}\\\end{pmatrix}}=z\cdot \mathrm {K} }.
Cette écriture met en évidence la linéarité de la déformation en z.

### Champ des vitesses
La détermination du champ des vitesses permet d'utiliser les puissances virtuelles en statique (il s'agit alors de vitesses virtuelles), et de résoudre les problèmes de dynamique.
On considère qu'une fibre normale se comporte comme un solide indéformable. On peut donc en chaque point déterminer le torseur cinématique :
{\displaystyle \left\{{\begin{matrix}\omega _{x}={\frac {\partial \theta _{x}}{\partial t}}={\frac {\partial ^{2}w}{\partial y\partial t}}\\[1ex]\omega _{y}={\frac {\partial \theta _{y}}{\partial t}}=-{\frac {\partial ^{2}w}{\partial x\partial t}}\\[1ex]\omega _{z}=0&{\text{ (pas de torsion dans le plan)}}\\v_{z}={\frac {\partial w}{\partial t}}\\\end{matrix}}\right.}
Sur le feuillet moyen (w = 0), on a :
{\displaystyle v_{x}=v_{y}=0}
soit
{\displaystyle \{{\mathcal {V}}\}={\begin{matrix}\\[1ex]\\[1ex]\\\end{matrix}}_{\mathrm {G} }{\begin{Bmatrix}{\dot {\theta }}_{x}&0\\[1ex]{\dot {\theta }}_{y}&0\\[1ex]0&{\dot {w}}\\\end{Bmatrix}}={\begin{matrix}\\[1ex]\\[1ex]\\\end{matrix}}_{\mathrm {G} }{\begin{Bmatrix}{\frac {\partial ^{2}w}{\partial y\partial t}}&0\\[1ex]-{\frac {\partial ^{2}w}{\partial x\partial t}}&0\\[1ex]0&{\frac {\partial w}{\partial t}}\\\end{Bmatrix}}}
Les valeurs de vx et de vy à une altitude z quelconque se détermine en transportant le torseur, ou bien en écrivant {\displaystyle {\dot {u}}(z)} et {\displaystyle {\dot {v}}(z)}
{\displaystyle \{{\mathcal {V}}\}={\begin{matrix}\\[1ex]\\[1ex]\\\end{matrix}}_{z}{\begin{Bmatrix}{\dot {\theta }}_{x}&z{\dot {\theta }}_{y}\\[1ex]{\dot {\theta }}_{y}&-z{\dot {\theta }}_{x}\\[1ex]0&{\dot {w}}\\\end{Bmatrix}}={\begin{matrix}\\[1ex]\\[1ex]\\\end{matrix}}_{z}{\begin{Bmatrix}{\frac {\partial ^{2}w}{\partial y\partial t}}&-z{\frac {\partial ^{2}w}{\partial x\partial t}}\\[1ex]-{\frac {\partial ^{2}w}{\partial x\partial t}}&-z{\frac {\partial ^{2}w}{\partial y\partial t}}\\[1ex]0&{\frac {\partial w}{\partial t}}\\\end{Bmatrix}}}

### Efforts de cohésion et principe d'équivalence
Dans le cas des poutres, on peut définir les efforts de cohésion pour une section complète. Dans le cas des plaques, il faut considérer deux sections perpendiculaires d'un petit élément de matière ; les efforts intérieurs sont donc définis « par mètre ». On peut établir une relation entre le tenseur des contraintes et les efforts de cohésion (principe d'équivalence).

#### Moments fléchissants

Moments fléchissants et contraintes normales

On peut définir deux moments fléchissants :
- le moment fléchissant autour de l'axe y, qui s'exerce donc sur la face normale à x ; il se traduit par une répartition linéaire de la contrainte normale σxx :
{\displaystyle m_{xy}=\int _{-h/2}^{h/2}\sigma _{xx}z\mathrm {d} z} ;
- le moment fléchissant autour de l'axe x, qui s'exerce donc sur la face normale à y ; il se traduit par une répartition linéaire de la contrainte normale σyy :
{\displaystyle m_{yx}=\int _{-h/2}^{h/2}\sigma _{yy}z\mathrm {d} z}.

Ils s'expriment en newtons (N) (N m/m).

#### Moments de torsion

Moments de torsion et cission

On peut définir deux moments de torsion :
- le moment de torsion autour de l'axe y, qui s'exerce donc sur la face normale à y ; il se traduit par une répartition linéaire de la contrainte de cisaillement τyx :
{\displaystyle m_{yy}=\int _{-h/2}^{h/2}\tau _{yx}z\mathrm {d} z} ;
- le moment de torsion autour de l'axe x, qui s'exerce donc sur la face normale à x ; il se traduit par une répartition linéaire de la contrainte de cisaillement τxy :
{\displaystyle m_{xx}=\int _{-h/2}^{h/2}\tau _{xy}z\mathrm {d} z}.

Ils s'expriment également en newtons (N) (N m/m).

#### Efforts tranchants

Efforts tranchants et cission

On peut définir deux efforts tranchants :
- l'effort tranchant sur la face normale à y ; il se traduit par une répartition de la contrainte de cisaillement τyz qui tend vers 0 sur les surfaces libres (voir Flexion (matériau) > Cisaillement) :
{\displaystyle q_{y}=\int _{-h/2}^{h/2}\tau _{yz}\mathrm {d} z} ;
- l'effort tranchant sur la face normale à x ; il se traduit par une répartition de la contrainte de cisaillement τxz qui tend vers 0 sur les surfaces libres :
{\displaystyle q_{x}=\int _{-h/2}^{h/2}\tau _{xz}\mathrm {d} z}.

Ils s'expriment N/m, et sont négligés dans le cas des plaques minces.

### Dynamique
Cette théorie permet de déterminer la propagation des ondes dans les plaques, ainsi que l'étude des ondes stationnaires et des modes vibratoires. Les illustrations ci-dessous montrent quelques modes vibratoires d'une peau de tambour (plaque circulaire simplement supportée sur ses bords).

mode k = 0, p = 1
mode k = 0, p = 2
mode k = 1, p = 2

## Théorie des plaques épaisses
Dans la théorie des plaques épaisses, ou théorie de Reissner et Mindlin, la fibre normale reste toujours rectiligne, mais n'est plus nécessairement perpendiculaire au plan moyen. Si θx et θy désignent les angles que fait la fibre normale avec l'axe z, ils ne correspondent plus à l'inclinaison du plan moyen, on a donc
{\displaystyle {\begin{matrix}\theta _{x}\neq {\frac {\partial w}{\partial y}}{\text{ ;}}\\[1ex]\theta _{y}\neq -{\frac {\partial w}{\partial x}}{\text{.}}\\\end{matrix}}}
Concernant le champ de déformation, les termes gardent leur forme générale
{\displaystyle \left\{{\begin{array}{l}\varepsilon _{11}=z\cdot {\frac {\partial \theta _{y}}{\partial x}}\\[1ex]\varepsilon _{22}=-z\cdot {\frac {\partial \theta _{x}}{\partial y}}\\[1ex]\varepsilon _{33}=0\\[1ex]\varepsilon _{12}={\frac {z}{2}}\left({\frac {\partial \theta _{y}}{\partial y}}-{\frac {\partial \theta _{x}}{\partial x}}\right)\\[1ex]\end{array}}\right.}
et par ailleurs, ε13 et ε23 ne sont plus nuls :
{\displaystyle \left\{{\begin{array}{l}\varepsilon _{13}={\frac {1}{2}}\left({\frac {\partial u}{\partial z}}+{\frac {\partial w}{\partial x}}\right)={\frac {1}{2}}\left(\theta _{y}+{\frac {\partial w}{\partial x}}\right)\\[1ex]\varepsilon _{23}={\frac {1}{2}}\left({\frac {\partial v}{\partial z}}+{\frac {\partial w}{\partial y}}\right)={\frac {1}{2}}\left(-\theta _{x}+{\frac {\partial w}{\partial y}}\right)\\\end{array}}\right.},
On ne peut donc plus négliger le cisaillement.
Les vecteur et tenseur des courbures ne peuvent plus se simplifier et restent :
{\displaystyle {\vec {\chi }}={\begin{pmatrix}{\frac {\partial \theta _{y}}{\partial x}}\\[1ex]-{\frac {\partial \theta _{x}}{\partial y}}\\[1ex]{\frac {1}{2}}\left({\frac {\partial \theta _{y}}{\partial y}}-{\frac {\partial \theta _{x}}{\partial x}}\right)\end{pmatrix}}}
{\displaystyle \mathrm {K} ={\begin{pmatrix}{\frac {\partial \theta _{y}}{\partial x}}&{\frac {1}{2}}\left({\frac {\partial \theta _{y}}{\partial y}}-{\frac {\partial \theta _{x}}{\partial x}}\right)\\[1ex]{\frac {1}{2}}\left({\frac {\partial \theta _{y}}{\partial y}}-{\frac {\partial \theta _{x}}{\partial x}}\right)&-{\frac {\partial \theta _{x}}{\partial y}}\end{pmatrix}}},
et l'on a toujours
{\displaystyle {\begin{pmatrix}\varepsilon _{11}\\\varepsilon _{22}\\\varepsilon _{12}\end{pmatrix}}=z\cdot {\vec {\chi }}} et : {\displaystyle {\begin{pmatrix}\varepsilon _{11}&\varepsilon _{12}\\\varepsilon _{21}&\varepsilon _{22}\\\end{pmatrix}}=z\cdot \mathrm {K} }.